# Cantigas de Santa Maria

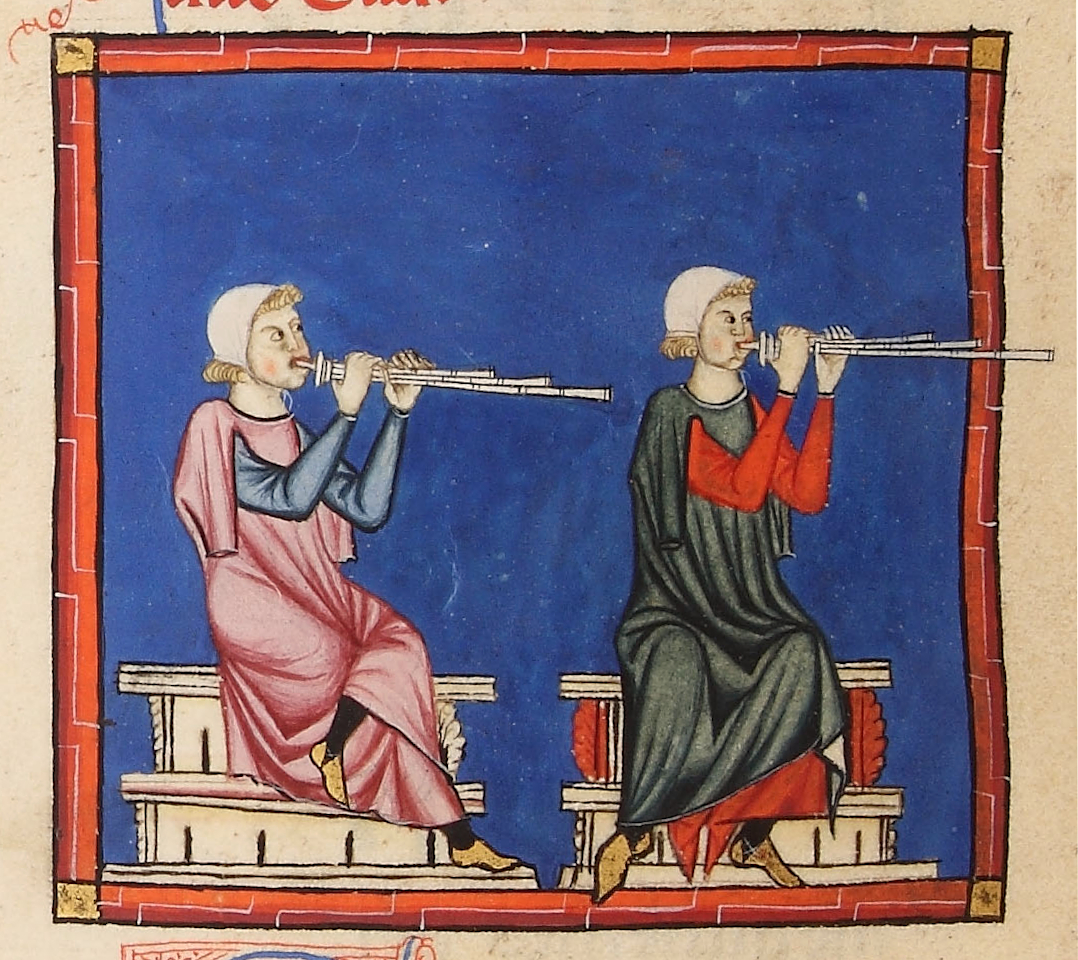
Illustratie van een Cantigas de Santa Maria-manuscript (El Escorial, handschrift E)

De Cantigas de Santa Maria ('Liederen van de Heilige Maria') zijn een van de grootste verzamelingen van eenstemmige liederen in de westerse middeleeuwse literatuur. De liederen werden gecomponeerd tijdens de regering van koning Alfons X van Castilië (1252-1284).
De teksten van de 427 liederen werden opgesteld in het Galicisch-Portugees, dat in de middeleeuwen de lyrische taal van Castilië was. Men dacht dat de koning ze zelf geschreven had, maar het is waarschijnlijker dat hij er alleen de promotor van is geweest.
De grote meerderheid van deze liederen zijn religieuze lofzangen, ter ere van de Maagd Maria, en vertellen over wonderen die dankzij de tussenkomst van Maria plaatsvonden. 
Er zijn talrijke interpretaties van de Cantigas gemaakt door hedendaagse ensembles voor Oude Muziek, waaronder Hespèrion XXI, Música Antigua, Taberna, Tempradura, La Nef en Alla Francesca. De componist Julián Orbón maakte in 1960 een bewerking van drie liederen uit de bundel voor sopraan, klavecimbel en strijkkwartet onder de titel Tres Cantigas del Rey.

## Handschriften
Er zijn vier handschriften bewaard met een min of meer complete collectie van de Cantigas:
- de "Codex Toledo" (To), afkomstig uit de kathedraal van Toledo, met 128 composities - Madrid, Biblioteca Nacional de España, ms. 10069
- de "Codex El Escorial 1" (T), bijgenaamd códice de los músicos, 417 composities - Escorial, hs. B.I.2
- de "Codex El Escorial 2* (E), bijgenaamd códice rico - El Escorial, hs. T.I.1
- de "Codex van Florence" (F), 104 cantigas, geen muzieknotatie - Florence, Biblioteca Nazionale Centrale, Banco Rari 20